# Moropsyche chandrabuchita
Moropsyche chandrabuchita là một loài Trichoptera thuộc họ Apataniidae. Chúng phân bố ở miền Ấn Độ - Mã Lai.